# Fëdor Fedorenko
Fëdor Dem'janovič Fedorenko (in russo Фёдор Демьянович Федоренко?; in ucraino Федір Федоренко?, Fedir Fedorenko); Džankoj, 17 settembre 1907 – Sinferopoli, 28 luglio 1987) è stato un criminale di guerra russo naturalizzato statunitense, ha prestato servizio nel campo di sterminio di Treblinka in Polonia durante la seconda guerra mondiale.
Nel 1949, Fedorenko diventò cittadino statunitense in quanto ex cittadino sovietico, ammesso negli Stati Uniti d'America con un visto Displaced Persons Act (DPA), naturalizzato nel 1970. Venne scoperto nel 1977 e denaturalizzato nel 1981. Successivamente, venne estradato in URSS dove fu condannato a morte e giustiziato per tradimento verso la sua nazione e partecipazione all'Olocausto.

## Biografia

### Seconda guerra mondiale
Fedorenko è nato a Džankoj nella regione di Sivash in Crimea, nel sud dell'Ucraina allora parte dell'Impero russo. Fu mobilitato nell'esercito sovietico nel giugno 1941 in occasione dell'invasione tedesca dell'Unione Sovietica. Era un camionista e non aveva ricevuto un precedente addestramento militare. Nel giro di due o tre settimane, il suo gruppo fu circondato due volte dall'esercito tedesco. Fuggì la prima volta, ma fu catturato tre giorni dopo dai tedeschi e trasportato a Žytomyr, poi a Rivne, infine a Chełm in Polonia.
Nel campo di prigionia di Chełm, arrivarono alcuni ufficiali tedeschi dell'operazione Reinhard e reclutarono da 200 a 300 ucraini per l'addestramento militare come polizia ausiliaria, al servizio della Germania nazista all'interno del governatorato generale. Furono inviati alla divisione di addestramento delle SS del campo di concentramento di Trawniki, e Fedorenko era tra questi. A Trawniki, è stato addestrato come tiratore Hiwi ed è stato trasferito al campo di sterminio di Treblinka. Fedorenko divenne un sottufficiale raggiungendo il grado di Oberwacher e dal settembre 1942 all'agosto 1943, ha guidato un distaccamento ucraino di 200 membri che ha rasato, spogliato, picchiato e gasato i prigionieri portati a Treblinka.

### Addestramento come tiratore Hiwi
Fedorenko è stato uno dei circa 5 000 uomini Trawniki addestrati dal SS-Hauptsturmführer Karl Streibel durante l'Operazione Reinhard. I tiratori Hiwi, conosciuti in tedesco come Trawnikimänner, furono schierati in tutti i principali siti di uccisione della soluzione finale, rinforzati dalle SS e dalla Schupo, così come dalle formazioni Ordnungspolizei. La polizia dell'ordine tedesca ha portato a termine diversi rastrellamenti all'interno dei ghetti ebraici nella Polonia occupata dai tedeschi sparando a tutti coloro che non potevano muoversi o che tentavano di fuggire, mentre i Trawniki conducevano i massacri di civili su larga scala negli stessi luoghi: era lo scopo principale del loro addestramento. Nella primavera del 1942, Fedorenko fu schierato nel ghetto di Lublino. È noto dalla documentazione storica che tra la metà di marzo e la metà di aprile 1942 oltre 30 000 ebrei del ghetto di Lublino furono trasportati, su camion per il trasporto bestiame, nel campo di sterminio di Bełżec e altri 4 000 a Majdanek. Fedorenko affermò nella sua udienza del dopoguerra che gli era stato rilasciato un fucile che non aveva sparato. Da Lublino, fu inviato al ghetto di Varsavia con il suo battaglione Sonderdienst composto da 80 a 100 carnefici. Fu inviato a Treblinka approssimativamente nel settembre 1942.
Il rapporto dell'interrogatorio sovietico dell'imputato Aleksandr Ivanovich Yeger (nato nel 1918, Germania), include la sezione dedicata alle attività di Fedorenko nel campo di sterminio di Treblinka nella Polonia occupata (estratto).
(Yeger: Dipartimento investigativo del Ministero della sicurezza dello Stato dell'Ucraina.)

## Fuga negli Stati Uniti
Dopo la fine della guerra, Fedorenko abbandonò la moglie e i due figli in Unione Sovietica, e trascorse quattro anni vivendo come rifugiato di guerra nella Germania Ovest, lavorando per gli inglesi dal 1945 al 1949. Fedorenko emigrò negli Stati Uniti da Amburgo nel 1949 e gli fu concesso lo status di residenza permanente ai sensi della legge sugli sfollati (Displaced Persons Act of 1948). Inizialmente risiedeva a Filadelfia, ma in seguito si stabilì a Waterbury, nel Connecticut, dove trovò lavoro come operaio in una fabbrica di ottone. Fedorenko risiederà a Waterbury per i successivi due decenni
La vita di Fedorenko negli Stati Uniti procedeva tranquilla quando venne identificato come un possibile criminale di guerra. I sopravvissuti di Treblinka lo identificarono come una guardia del campo da una raccolta di fotografie e documenti che erano stati catturati dalle SS. A metà degli anni Sessanta il suo nome e l'indirizzo di Waterbury, nel Connecticut, furono inclusi in un elenco di cinquantanove criminali di guerra che vivevano in America. L'elenco è stato compilato in Europa e in Israele e inoltrato all'Immigration and Naturalization Service (INS) negli Stati Uniti.
Gli fu concessa la cittadinanza statunitense nel 1970, in seguito si ritirò a Miami Beach, in Florida, nel 1973. A metà degli anni '70, i rappresentanti del Congresso Joshua Eilberg ed Elizabeth Holtzman avviarono una serie di udienze che portarono il Government Accountability Office (GAO) degli Stati Uniti ad indagare la gestione dei possibili dati sui criminali di guerra nazisti. Non è stata riscontrata alcuna cattiva gestione, al contrario è stata istituita nell'INS un'unità speciale per il contenzioso per le indagini sui criminali di guerra nazisti: le informazioni fornite negli anni Sessanta furono ora utilizzate. Nel 1977, l'INS fornì informazioni su Fedorenko ai pubblici ministeri del Dipartimento di Giustizia.
Nel 2005, un documentario russo Secrets of the Century - Punishers: 9 maggio ha riferito che nel 1974 Fedorenko ha visitato la Crimea come turista, dove è stato riconosciuto e questo ha suscitato l'interesse del KGB. In seguito, il governo sovietico contattò la Casa Bianca e chiese che il caso di Fedorenko fosse riesaminato.

## Processo di denaturalizzazione ed estradizione
Federenko fu arrestato e, nel giugno 1978, portato per un processo di denaturalizzazione nel tribunale distrettuale di Fort Lauderdale, in Florida. Ha testimoniato per tre giorni, negando di essere effettivamente entrato nella sezione del campo dove si trovavano le camere a gas, ma ha ammesso che una volta era stato appostato su una torre di guardia che dominava la sezione del campo. "Ho visto come caricavano i morti, li caricavano sulle barelle. ...E li sistemavano in una fossa." Più tardi nella sua testimonianza, ha riconfermato che si trattava della zona del campo "è dove c'erano gli operai che prendevano i corpi e li seppellivano o li accatastavano nelle fosse. Qui è dove c'erano le camere a gas". Riguardo allo scarico degli ebrei dai treni, testimoniò: "Alcuni furono scelti per il lavoro, gli altri venivano mandati nelle camere a gas".
Fedorenko sostenne che il suo servizio a Treblinka era stato involontario e, poiché aveva lavorato solo come guardia perimetrale, non aveva praticamente alcun contatto con i prigionieri. Non aveva maltrattato nessuno e, quindi, quando ha mentito sui suoi moduli di immigrazione sul suo luogo di nascita e sul servizio in tempo di guerra, non si trattava di alcun fatto materiale che lo avrebbe escluso dall'entrare negli Stati Uniti. Sei sopravvissuti di Treblinka, tuttavia, hanno testimoniato che Fedorenko aveva effettivamente commesso delle atrocità, vale a dire picchiare e sparare a prigionieri ebrei.
Il giudice Norman C. Roettger non credeva ai testimoni di Treblinka. Ha stabilito che il 71enne Fedorenko era stato lui stesso una "vittima dell'aggressione nazista" e che i pubblici ministeri non erano riusciti a dimostrare che Fedorenko avesse commesso atrocità mentre prestava servizio come guardia nel campo di sterminio. Inoltre, dopo essere entrato negli Stati Uniti, Fedorenko era stato un residente e cittadino laborioso e responsabile. Avrebbe potuto mantenere la sua cittadinanza americana.
Poiché si trattava di un procedimento civile piuttosto che penale, il governo poteva impugnare la decisione e così fece. Allan Ryan, allora avvocato dell'Ufficio del procuratore generale, ha presentato ricorso dinanzi alla Corte del quinto circuito per conto dell'INS. Ha sostenuto che l'inganno di Fedorenko quando è entrato negli Stati Uniti era un fatto materiale che giustificava la revoca della cittadinanza, che il tribunale distrettuale aveva commesso un errore nel giudicare la credibilità dei testimoni sopravvissuti e che aveva sbagliato nella determinazione che la buona condotta di Fedorenko negli Stati Uniti dopo la guerra era rilevante per la decisione sulla revoca della cittadinanza. La corte d'appello acconsentì e, nell'agosto 1979, annullò la decisione del tribunale distrettuale. Fedorenko si appellò alla Corte Suprema che, nel gennaio 1981, sostenne la decisione della corte d'appello. Nel dicembre 1984 Fedorenko divenne il primo criminale di guerra nazista ad essere deportato in Unione Sovietica.
Un successivo ricorso alla Corte Suprema dell'URSS è stato respinto. La sua esecuzione mediante fucilazione fu annunciata alla fine di luglio 1987.